# Смедеревка
Смедеревка је назив аутохтоне сорте белог грожђа, и од ове сорте произведеног белог вина.

## Грожђе
Ова врста белог грожђа је изразито златно жуте зеленкасте боје. Назив је добила по граду Смедереву где је настала као аутохтона сорта на брежуљкастом Смедеревском виногорју.
Сматра се да је почетак гајења винове лозе на овом простору (а тиме и сорте Смедеревке) од доба римске владавине императора Проба.
Зрна су збијена и ситнија, а укус мало накисео, тако да се ова сорта у највећој мери користи за израду белог вина.

## Вино
Вино произведено од ове сорте носи исти назив, Смедеревка. Поред произвођача из Смедеревског виногорја (од којих 2009. године више нико не производи ово вино), ово вино се производи у Зајечарском виногорју и посебно у Северној Македонији.
Вино је стоно, киселкастог укуса, и најчешће се конзумира мешано са содом, или киселом водом, што чини пиће под називом „шприцер”.